# Sal Mineo
Salvatore Mineo (Harlem (New York), 10 januari 1939 - West Hollywood (Californië), 12 februari 1976) was een Amerikaans acteur en zanger. Hij is vooral bekend als tegenspeler van James Dean in de film Rebel Without a Cause. Voor zijn rol als Plato kreeg hij een Oscar-nominatie (beste bijrol).
Mineo werd geboren in de New Yorkse wijk Harlem, als zoon van Siciliaanse emigranten. Op zijn negende verhuisde hij met zijn familie naar The Bronx. Al op jonge leeftijd schreef zijn moeder hem in voor acteer- en danslessen.

## Carrière
In 1950 maakte hij zijn toneeldebuut in "The Rose Tattoo", een stuk van Tennessee Williams. Hij speelde ook de jonge prins in The King and I, met Yul Brynner en Gertrude Lawrence.
Op zijn zestiende speelde hij een jongen in de film "Six Bridges to Cross" (1955), met Tony Curtis. Later dat jaar vertolkte hij Plato in "Rebel without a cause". Hij speelde ook een kleine rol in James Deans laatste film Giant.
In 1957 maakte Mineo een uitstapje naar de rock-'n-roll. Hij bracht twee singles uit. De eerste was "Start Movin' (In My Direction)", die in Amerika dertien weken in de hitparade stond en de negende positie bereikte. Opvolger "Lasting Love" stond in de VS drie weken in de top-40 en kwam tot de 27e plaats. Daarna kwam een album uit, dat in Amerika werd uitgebracht door Epic en in Groot-Brittannië door Philips.
Hoewel Mineo als zanger succesvol was, besloot hij zich snel weer op het acteerwerk te concentreren. Tussen 1957 en 1959 speelde hij in een handvol films, waaronder "The Gene Krupa Story", over de legendarische jazzdrummer. Mineo speelde zelf ook drums. In 1960 werd Mineo genomineerd voor een Oscar, voor zijn bijrol in de film Exodus. Hij speelde de rol van de joodse jongen Dov Landau. Opnieuw ging de Oscar aan zijn neus voorbij; het beeldje ging naar Peter Ustinov voor zijn rol in Spartacus.
Langzamerhand werd Mineo minder voor films gevraagd. Tussen 1962 en 1964 speelde hij in drie films: The Longest Day, Escape from Zahrain en Cheyenne Autumn. Hollywood was op zoek naar nieuwe gezichten en Mineo, over wie de geruchten over zijn homoseksualiteit toenamen, liep alweer een tijdje mee. In 1965 speelde Mineo in The Greatest Story Ever Told en in Who Killed Teddy Bear. In de laatste film, een in zwart-wit gedraaide low-budgetproductie, speelde hij een door seks geobsedeerde stalker. Thema's als voyeurisme, masturbatie, kindermisbruik en travestie werden opvallend onverhuld aan de orde gesteld. Mineo was vaak in ontbloot bovenlijf te zien en droeg niet meer dan een strakzittende slip, waarop werd ingezoomd.
De film gaf zijn carrière in Hollywood geen opkikker. Hij keerde terug naar het toneel en regisseerde in 1969 het toneelstuk "Fortune And Men's Eyes", met de latere Miami Vice-ster Don Johnson in de hoofdrol. Hij had daarna bijrollen in televisieseries en films, waaronder Columbo, Escape from the Planet of the Apes, waarin hij de rol van Dr. Milo speelde. In 1975 keerde hij terug naar het toneel voor P.S. Your Cat is Dead", in San Francisco. Hij speelde daarin een biseksuele inbreker.

## Moord
Voordat Mineo met het toneelstuk in Los Angeles zijn opwachting kon maken, werd hij op 12 februari 1976 bij zijn appartement in West Hollywood doodgestoken. Hij kwam terug van een repetitie.
Zo'n 250 mensen betuigden vijf dagen later in een kerk in Mamaroneck, New York, de laatste eer aan Mineo. Onder hen waren Courtney Burr (met wie hij de laatste jaren een relatie had), Jill Haworth, Michael Mason, Elliot Mintz, Desi Arnaz jr., Nicholas Ray, Michael Greer, zijn moeder Josephine en familie.
Lionel Ray Williams, een voormalige pizzakoerier, werd in 1979 veroordeeld voor de moord op Mineo. Hij was negentien toen Mineo werd vermoord. Williams kreeg 51 jaar cel voor de moord op Mineo (een mislukte beroving) en voor tien berovingen. In het geval van Mineo is Williams veroordeeld op basis van voornamelijk indirect bewijs. Zo legde zijn vrouw een belastende verklaring af en zei een medegevangene dat Williams tegenover hem de moord heeft bekend. Begin jaren negentig werd hij voorwaardelijk vrijgelaten. Williams kwam later weer achter de tralies, omdat hij zich weer op het criminele pad had begeven.

## Televisie
| Televisie |                                        |                                  |                      |                                                          |
| Jaar      | Titel programma                        | Titel aflevering                 | Rol                  | Opmerkingen                                              |
| 1952      | Hallmark Hall of Fame                  | A Woman for the Ages             | ?                    |                                                          |
| 1953      | Omnibus                                | The Capital of the World         | ?                    |                                                          |
| 1954      | Janet Dean, Registered Nurse           | Jose Garcia                      | ?                    |                                                          |
| 1955      | Big Town                               | Juvenile Gangs                   | lid jeugdbende       |                                                          |
| 1955      | Omnibus                                | William Saroyan                  | William Saroyan      |                                                          |
| 1955      | The Philco Television Playhouse        | The Trees                        | ?                    |                                                          |
| 1955      | Frontiers of Faith                     | The Man on the 6:02              | ?                    |                                                          |
| 1956      | Studio One                             | Dino (serie)                     | Dino                 |                                                          |
| 1956      | Look Up and Live                       | Nothing to Do                    | ?                    |                                                          |
| 1956      | Screen Directors Playhouse             | The Dream                        | Charles Monet        |                                                          |
| 1956      | Alcoa Hour                             | The Magic Horn                   | Tommy Angelo         |                                                          |
| 1956      | Climax                                 | Island in the City               | ?                    |                                                          |
| 1956      | Person to Person                       | -                                | -                    | Interview door Edward R. Murrow                          |
| 1957      | Kraft Television Theater               | Drummer Man                      | ?                    |                                                          |
| 1957      | Kraft Television Theater               | Barefoot Soldier                 | ?                    |                                                          |
| 1958      | DuPont Show of the Month               | Aladdin (serie)                  | Aladdin              |                                                          |
| 1958      | Pursuit                                | The Vengeance                    | Richie Rogart        |                                                          |
| 1959      | Janet Dean, Registered Nurse           | -                                | ?                    |                                                          |
| 1959      | Ann Sothern Show                       | The Sal Mineo Story              | Sal Mineo            |                                                          |
| 1961      | Cry Vengeance!                         | -                                | Andrea               |                                                          |
| 1962      | DuPont Show of the Week                | A Sound of Hunting               | Coke                 |                                                          |
| 1963      | The Greatest Show on Earth             | The Loser                        | Billy Archer         |                                                          |
| 1964      | Dr. Kildare                            | Tomorrow is a Fickle Girl        | Carlos Mendoza       |                                                          |
| 1964      | Combat!                                | The Hard Road Back               | Larry Kogan          |                                                          |
| 1965      | Patty Duke Show                        | Patty Meets a Celebrity          | Sal Mineo            |                                                          |
| 1965      | Burke's Law                            | Who Killed the Rabbit's Husband? | Lew Dixon            |                                                          |
| 1966      | Mona McCluskey                         | -                                | ?                    |                                                          |
| 1966      | Combat                                 | Nothing to Lose                  | Vinnick              |                                                          |
| 1966      | Run for Your Life                      | Sequestro (deel 1)               | Yanio                |                                                          |
| 1966      | Run for Your Life                      | Sequestro (deel 2)               | Yanio                |                                                          |
| 1966      | Court Martial                          | The House Where He Lived         | ?                    |                                                          |
| 1966      | Combat                                 | The Brothers                     | Marcel Paulon        |                                                          |
| 1966      | The Dangerous Days of Kiowa Jones      | -                                | Bobby Jack Wilkes    | televisiefilm (western)                                  |
| 1967      | Bob Hope Presents the Chrysler Theatre | A Song Called Revenge            | Doctoroff            |                                                          |
| 1967      | Stranger on the Run                    | -                                | George Blaylock      | televisiefilm (western)                                  |
| 1968      | Hawaii Five-O                          | Tiger by the Tail                | ?                    |                                                          |
| 1969      | The Challengers                        | -                                | Angel de Angelo      | televisiefilm (wegens dood Eisenhower pas in 1970 op tv) |
| 1969      | Name of the Game                       | A Hard Case of the Blues         | Sheldon              |                                                          |
| 1970      | Name of the Game                       | So Long Baby, and Amen           | Hillary              |                                                          |
| 1970      | Mission: Impossible                    | Flip Side                        | Mel Bracken          |                                                          |
| 1971      | My Three Sons                          | The Liberty Bell                 | Jim Bell             |                                                          |
| 1971      | The Immortal                           | Sanctuary                        | Tsinnajinni          |                                                          |
| 1971      | Dan August                             | The Worst of the Game            | Mort Downes          |                                                          |
| 1971      | In Search of America                   | -                                | Nick                 | televisiefilm                                            |
| 1971      | How to Steal an Airplane               | -                                | Luis Ortega          | televisiefilm                                            |
| 1972      | The Family Rico                        | -                                | Nick Rico            | televisiefilm                                            |
| 1972      | Hawaii Five-O                          | -                                | ?                    |                                                          |
| 1973      | Harry O                                | Such Dust As Dreams Are Made On  | Walter Scheerer      |                                                          |
| 1973      | Griff                                  | Marked for Murder                | President Gamal Zaki |                                                          |
| 1974      | Tenafly                                | Man Running                      | Jerry Farmer         |                                                          |
| 1974      | Police Story                           | The Hunters                      | Stippy               |                                                          |
| 1974      | Police Surgeon                         | -                                | ?                    |                                                          |
| 1975      | Hawaii Five-O                          | Hit Gun for Sale                 | ?                    |                                                          |
| 1975      | Harry O                                | Elegy for a Cop                  | Broker               |                                                          |
| 1975      | S.W.A.T.                               | A Coven of Killers               | Joey Hopper          |                                                          |
| 1975      | S.W.A.T.                               | Deadly Tide                      | ?                    |                                                          |
| 1975      | Columbo                                | Case of Immunity                 | Rachman Habib        |                                                          |
| 1975      | Police Story                           | The Test of Brotherhood          | Fobbes               |                                                          |
| 1976      | Ellery Queen                           | Adventure of the Wary Witness    | Jimmy Donello        |                                                          |
| 1976      | Joe Forrester                          | The Answer                       | ?                    |                                                          |